# Транспортеры гамма-аминомасляной кислоты
Транспортёры гамма-аминомасляной кислоты (ГАМК-транспортеры. англ: Gamma-Aminobutyric acid transporters — GABA transporters) принадлежат к семейству нейротрансмиттеров, известных как натриевые симпортёры. (Также известны как транспортёры растворенных веществ 6 (англ — solute carrier 6 (SLC6)).. Это большое семейство нейромедиаторов, которые зависят от концентрации Na+. Они обнаруживаются в различных областях мозга в разных типах клеток, таких как нейроны и астроциты.
Эти транспортёры в первую очередь отвечают за регуляцию внеклеточной концентрации ГАМК во время базальной и синаптической активности. Они отвечают за создание градиента ГАМК, который определяется мембранным потенциалом и концентрацией Na+ и Cl-. Они также присутствуют на плазматической мембране нейронов и нейроглии, что помогает определить их функцию регулирования концентрации ГАМК, поскольку они действуют как рецепторы, которые способствуют рециркуляции ГАМК во внеклеточном пространстве. Транспортёры ГАМК являются частой мишенью для препаратов против судорожных расстройств, таких как эпилепсия.

## Типы

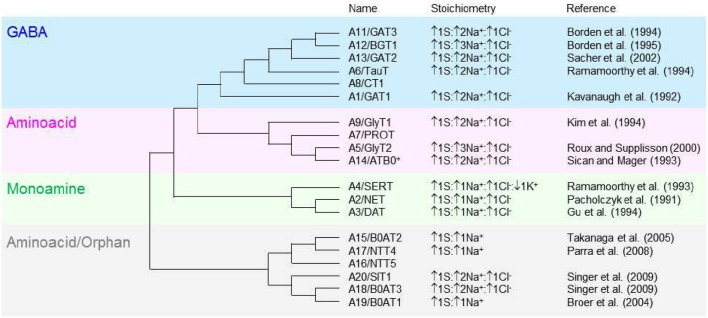
Молекулярный филогенетический анализ семейства транспортёров нейротрансмиттеров SLC6 у Homo sapiens

Группа транспортеров ГАМК состоит из шести различных транспортеров:
- ГАМК-транспортёр тип 1 (GAT1; SLC6A1)
- ГАМК-транспортёр тип 2 (GAT2; SLC6A13)
- ГАМК-транспортёр тип 3 (GAT3; SLC6A11)
- Транспортёр бетаина (BGT1; SLC6A1
- A8/СТ1
- A6/TauT

GAT1 и GAT3 являются основными транспортёрами ГАМК в головном и спинном мозге, экспрессируемыми как нейронами, так и некоторыми астроцитами. GAT2 и BGT1 также экспрессируются в головном мозге, но на низких уровнях и в основном в мозговых оболочках. GAT2 также транспортирует таурин, а BGT1 — бетаин. Эти два транспортёра преимущественно экспрессируются в печени, но также обнаруживаются в почках и, как упоминалось выше, в мозговых оболочках.

## Функции
Транспортёры ГАМК в мембране клетки помогают регулировать концентрацию ГАМК во внеклеточном матриксе, реабсорбируя медиатор и очищая синапс. Они временно связываются с ГАМК во внеклеточном матриксе и перемещают медиатор в цитоплазму. Медиаторы ГАМК не разрушаются, а выводятся через транспортеры ГАМК путем повторной абсорбции из синаптической щели. При каждой реабсорбции теряется только 20 % медиаторов, в то время как почти 80 % перерабатывается. Транспортёры ГАМК поддерживают внеклеточную концентрацию ГАМК вблизи синапса, чтобы контролировать активность рецепторов ГАМК. ГАМК-ергическая синаптическая передача контролирует генерацию ритмических изменений мембранного потенциала, поскольку переносчики зависят от ионов Na+ и Cl-, перемещающихся внутрь и наружу через мембрану, которые являются детерминантами мембранного потенциала. Эти изменения зависят от точного времени активации рецепторов ГАМК, которые, в свою очередь, зависят от высвобождения и клиренса ГАМК во внеклеточном пространстве. Этот повторный захват нейротрансмиттеров играет важную роль в общем процессе синаптической передачи. Транспортёр ГАМК — это активная электрогенная система, зависящая от напряжения, которая полагается на внутренний электрохимический градиент ионов Na+ вместо АТФ. Он также имеет низкое микромолекулярное сродство к ГАМК с константой Михаэлиса-Ментен 2,5 мкМ и требует присутствия ионов Cl- во внеклеточном матриксе. Транспортёр ГАМК помогает создать равновесие ГАМК и, если в этом есть необходимость, может работать в обратном направлении для поддержания базовой концентрации ГАМК в системе.

## Структура
Структура транспортёров семейства Sl6 имеет 20-25 % сходство последовательностей с LeuTA, обеспечивая эволюционную взаимосвязь между транспортёром и белком-транспортером лейцина. Из-за этого сходства белок LeuTa представляет собой очень близкую матричную модель для более подробного изучения транспортёров. Транспортёр ГАМК существует в двух формах. Транспортеры имеют общую структуру из 12 альфа-спиралей с обоими концами — N-концом и С-концом в цитоплазме с последовательностью гликозилирования в трансмембранных спиралях.. Они также демонстрируют свойства закрытого ионного канала лиганда, а также свойства утечки тока, зависящие от субстрата. Аминокислотная последовательность колеблется от 599 (GAT1) до 700 для транспортёров глицина.

## Роль в эпилепсии
ГАМК создает тормозящий тонус в коре головного мозга, чтобы уравновесить возбудимость нейронов. Дисбаланс между возбудимостью и заторможенностью часто приводит к судорогам. Для помощи при эпилептических расстройствах разработаны противосудорожные препараты, которые специально атакуют транспортёры ГАМК, блокируя их активность, что влияет на возбудимость нейронов. Противосудорожные препараты, такие как тиагабин, атакуют транспортеры ГАМК, ингибируя захват нейромедиатора ГАМК. У пациентов с височной эпилепсией наблюдается снижение высвобождения ГАМК из-за нарушения работы транспортёров. Лекарства, такие как вигабатрин, вызывают обратное действие транспортеров ГАМК, что увеличивает концентрацию ГАМК в синапсе, что в свою очередь помогает подавлять возбудимость нейронов.